# كرة السلة (الهولندية)
الكورفبال هي رياضة جماعية مختلطة قريبة من كرة السلة، واخترعت في هولندا عام 1902. كلمة Korfbal الهولندية تعني «كرة السلة».